# Veine frontale
La veine frontale prend naissance sur le front dans un plexus veineux qui communique avec les branches frontales de la veine temporale superficielle.
Les veines convergent pour former un seul tronc, qui descend près de la ligne médiane du front parallèle à la veine du côté opposé. Les deux veines sont réunies, à la racine du nez, par une branche transversale qui reçoit quelques petites veines du dos du nez. À la racine du nez, les veines divergent et chacune à l'angle médial de l'orbite rejoint la veine supra-orbitaire, pour former la veine angulaire. Parfois, les veines frontales se rejoignent pour former un seul tronc, qui bifurque à la racine du nez dans les deux veines angulaires.

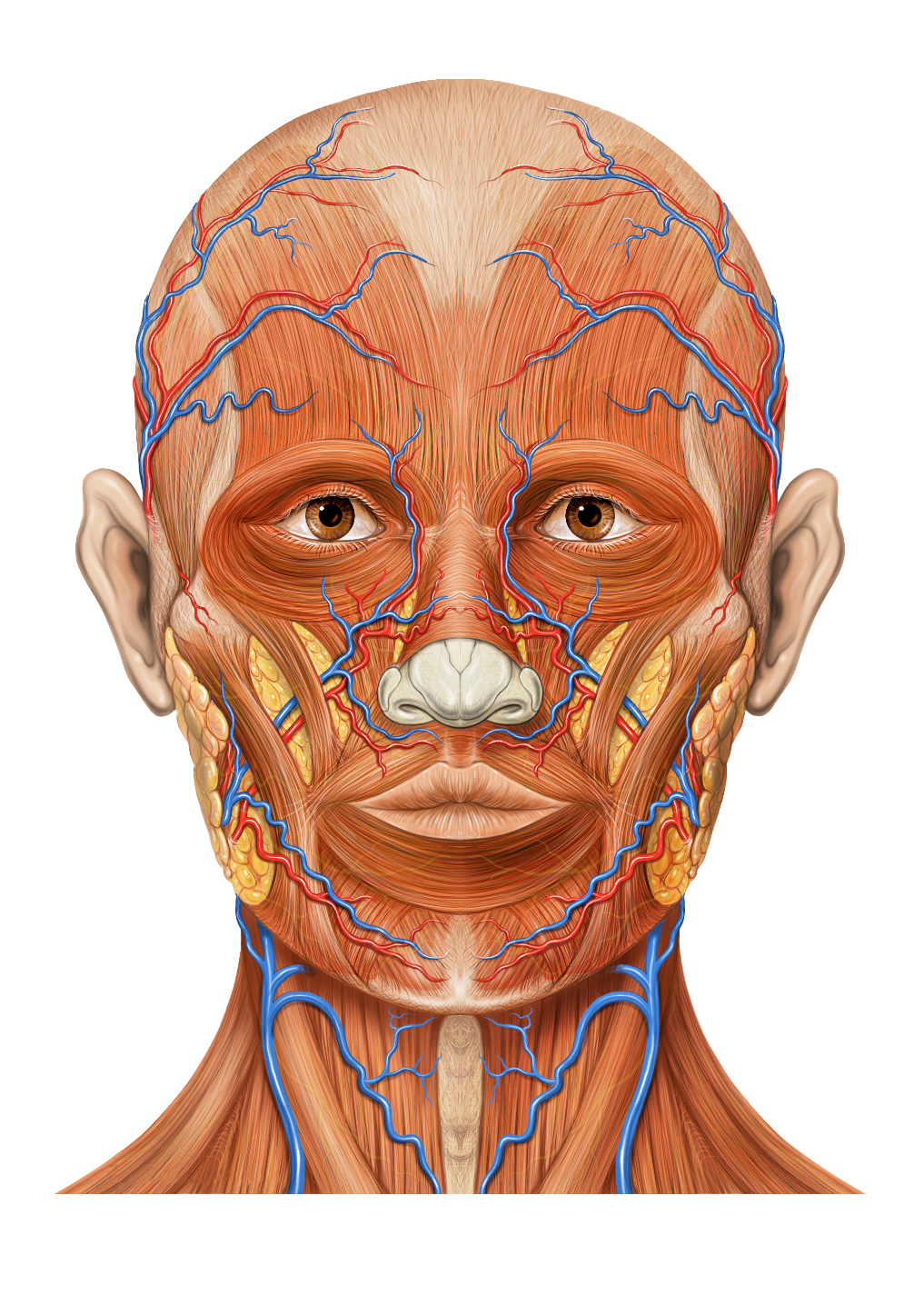
Vue antérieure montrant l'anatomie de la tête.